# Dylatacja
Dylatacja – przekształcenie geometryczne, przeprowadzające dowolną prostą na prostą do niej równoległą. Inaczej mówiąc, jest to kolineacja, w której każda prosta jest równoległa do swojego obrazu.

## Własności
- Dwa dane odcinki {\displaystyle AB} i {\displaystyle A'B',} leżące na prostych równoległych, określają dokładnie jedną dylatację {\displaystyle AB\to A'B',} dla której obrazem punktu {\displaystyle A} jest punkt {\displaystyle A',} a obrazem punktu {\displaystyle B} jest punkt {\displaystyle B'}[2].
- Odwrotność dylatacji {\displaystyle AB\to A'B'} jest dylatacją {\displaystyle A'B'\to AB}[3].
- Dylatacja {\displaystyle AB\to AB} jest przekształceniem tożsamościowym (czyli identycznością). Dylatacja {\displaystyle AB\to BA} jest półobrotem, czyli symetrią środkową (dokoła środka odcinka AB). Jeżeli czworokąt {\displaystyle ABB'A'} jest równoległobokiem, to dylatacja {\displaystyle AB\to A'B'} jest translacją (czyli przesunięciem równoległym)[3].
- Jeżeli dylatacja ma punkt stały, to obrazem prostej przechodzącej przez ten punkt jest ta sama prosta.
- Każda dylatacja, która nie jest przesunięciem równoległym ma punkt stały, a jeśli nie jest identycznością, to jest to jedyny jej punkt stały[3].
- Jeżeli punkt {\displaystyle P} i jego obraz dylatacyjny {\displaystyle P'} nie pokrywają się (tzn. {\displaystyle P} nie jest stały), to obrazem prostej {\displaystyle PP'} jest ona sama.
- Jeżeli dwie proste pokrywają się ze swoimi obrazami, to ich przecięcie (o ile istnieje) jest punktem stałym.

Z własności tych wynika klasyfikacja dylatacji ze względu na liczbę punktów stałych:
- Jeżeli dylatacja ma co najmniej dwa różne punkty stałe, to jest identycznością,
- Jeżeli dylatacja ma dokładnie jeden punkt stały, to jest jednokładnością,
- Jeżeli dylatacja nie ma punktu stałego, to jest translacją.

Zbiór dylatacji jest grupą ze względu na ich składanie i podgrupą grupy podobieństw parzystych.
Niezmiennik definiujący grupę dylatacji:
- kierunek wektora.

Ważniejsze niezmienniki dylatacji:
- orientacja,
- stosunek długości wektorów,
- stosunek pól figur,
- stosunek objętości figur,
- współliniowość punktów.

## Literatura dodatkowa
- Marek Kordos, Lesław Włodzimierz Szczerba: Geometria dla nauczycieli. Warszawa: PWN, 1976. Brak numerów stron w książce
- M. Berger: Геометрия (tłum. ros.). Moskwa: Мир, 1984. Brak numerów stron w książce
- A.M. Комиссарук: Аффинная геометрия. Минсκ: Вышэйшая школа, 1977. Brak numerów stron w książce